# 이치미치 마오
이치미치 마오(市道 真央, 1992년 2월 1일 - )는 일본의 여배우, 아이돌 그룹 HOP CLUB의 멤버이다. 신장158cm, 혈액형은 O형, 옐로캡 NEXT 소속, 이전의 사무소는 호리프로 오사카.

## 약력
- 2006년 10월, 홀리 프로 오사카 HOP CLUB 오디션에서 그랑프리를 수상. 예명 "미나미 리오 (일본어: 南 梨央)"으로 활동을 시작한다.
- 2007년 1월부터 3월까지, 엔터! 371 《엔터셀렉션》에 출연.
- 2010년 4월 3일, 《이케 이케 GO! GO! HOP CLUB》 DVD 발매 기념 이벤트에서 HOP CLUB 졸업. 호리프로 오사카에서도 이적.
- 도쿄로 이사. 옐로캡 NEXT 소속, "이치미치 마오"로 활동 시작.
- 2010년 8월, 주간 소년 점프의 독자 투고 코너 "점 타마 G!"의 스태프으로 등장.
- 2011년 2월, 《해적전대 고카이저》에서 "루카 밀피/고카이 옐로" 역으로 출연.[1] 이 TV 시리즈에서 공연하고있다 코이케 유이는 촬영 시작 곧 의기투합하고, 그녀를 "우사코"라고 부르고있다.[2]

## 출연작

### 성우(TV 애니메이션)
2010년
- 사키요미 점 BANG!

2011년
- 해적전대 고카이저 (루카 밀피/고카이 옐로)

2016년
- 동물전대 쥬오우저 (루카 밀피/고카이 옐로)
- 온라인 게임의 신부는 여자아이가 아니라고 생각한 거야? (고쇼인 코우)

2018년
- 장난을 잘 치는 타카기 양 (아미가와 유카리)

2019년
- 장난을 잘 치는 타카기 양 2기 (아미가와 유카리)

```
 
조난입니까
 (오니시마 호타로)
```

2020년
- 프린세스 커넥트! Re:Dive (페코린느)
- 불꽃 소방대 2장 (아이리스)
- 몬스터 아가씨의 의사 선생님 (로나 아르테)
- 무효와 로지의 마법률상담사무소 (이노우에 리에)

### 성우(극장판 애니메이션)
2017년
- 극장판 오버로드 칠흑의 영웅

2020년
- 벰 : 비컴 휴먼 (벨라)

2024년
- 명탐정 코난: 100만 달러의 오릉성 (나카모리 아오코)
- 시노앨리스: 가장 마지막 이야기 (앨리스)

### 영화
- 《천장전대 고세이저 vs. 신켄저: 에픽 온 은막》 (2011년) - 고카이 옐로
- 《고카이저 고세이저 슈퍼 전대 199 히어로 대결전》 (2011년) - 루카 밀피/고카이 옐로
- 《해적전대 고카이저 THE MOVIE: 하늘을 나는 유령선》 (2011년) - 루카 밀피/고카이 옐로